# Weissia micacea
Weissia micacea là một loài rêu trong họ Pottiaceae. Loài này được (Schltdl.) Müll. Hal. mô tả khoa học đầu tiên năm 1849.